# Otto Struve
| Planetoida      | Data odkrycia        |
| --------------- | -------------------- |
| (991) McDonalda | 24 października 1922 |
| (992) Swasey    | 14 listopada 1922    |

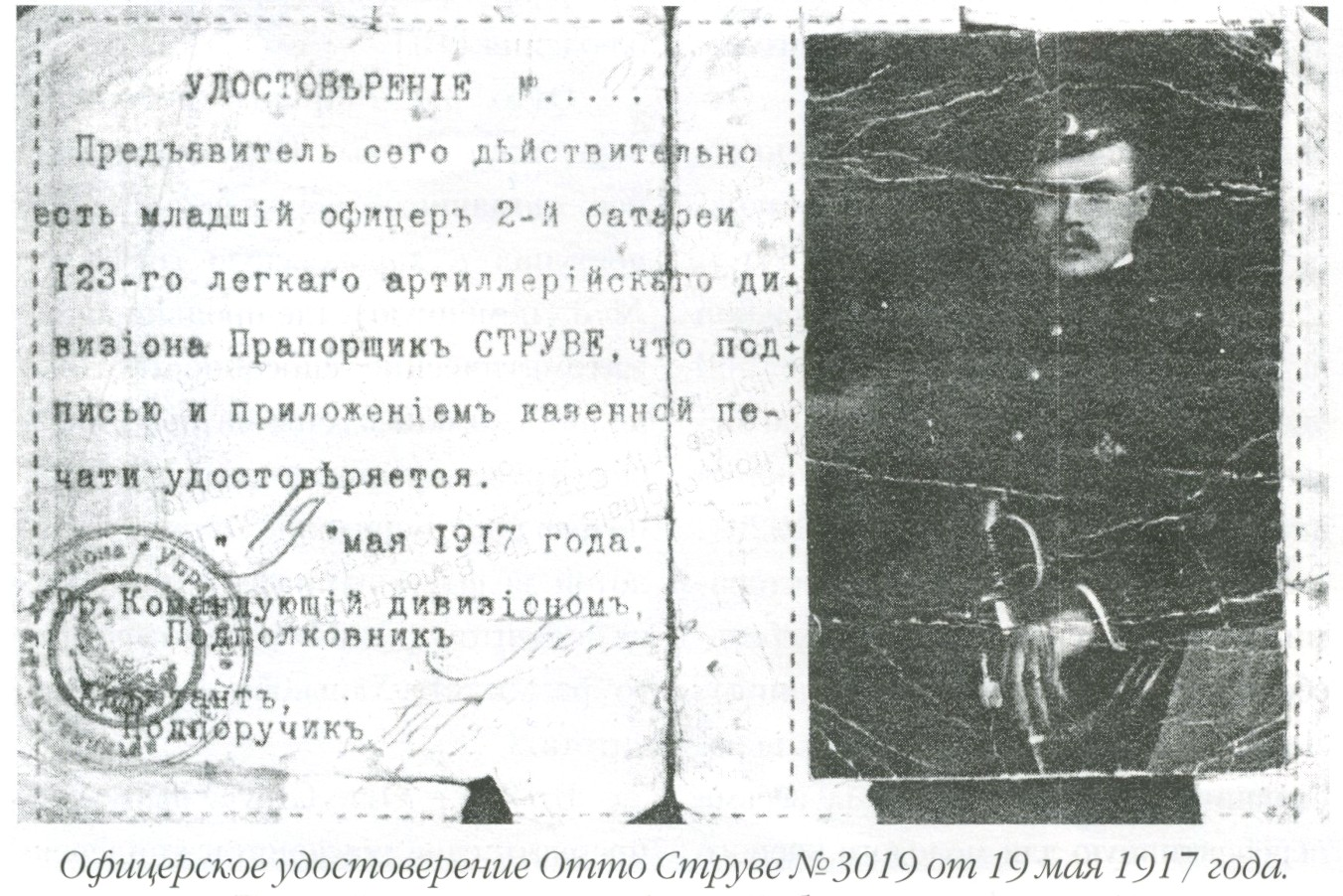
Otto Struve

Otto Ludwikowicz Struve (ros. Отто Людвигович Струве, ur. 12 sierpnia 1897 w Charkowie, zm. 6 kwietnia 1963 w Berkeley) – amerykański astronom pochodzenia rosyjskiego.

## Życiorys
Pochodził z rodziny wykształconych Niemców bałtyckich. 
Jego pradziadkiem był Friedrich Georg Wilhelm von Struve, dziadkiem Otto Wilhelm von Struve, zaś ojcem Gustaw Ludwig Wilhelm von Struve (wszyscy byli astronomami).
W 1914 roku rozpoczął studia astronomiczne na uniwersytecie w Charkowie, ale przerwał je wybuch I wojny światowej. W czasie wojny domowej walczył po stronie Białych. Po ich porażce wyemigrował do Turcji.
W 1921 roku wyjechał do Stanów Zjednoczonych, tam podjął pracę w Obserwatorium Yerkes. W 1923 roku uzyskał doktorat na Uniwersytecie Chicagowskim. W 1927 uzyskał obywatelstwo amerykańskie i objął funkcję dyrektora Obserwatorium Yerkes. W latach 1932–1947 profesor uniwersytetu w Chicago. Założył i został dyrektorem McDonald Observatory, w stanie Teksas. Od 1950 był członkiem zagranicznym Królewskiej Holenderskiej Akademii Sztuk i Nauk. W latach 1952–1955 był prezesem Międzynarodowej Unii Astronomicznej.
Prace jego poświęcone są spektroskopowym badaniom gwiazd i materii międzygwiezdnej. Wykazał, że rozszerzenie wodorowych linii w widmach gwiazd typów B i A jest związane ze zjawiskiem Starka. Prowadził badania nad rozmieszczeniem gazu międzygwiezdnego w Galaktyce. Wysunął nową hipotezę ewolucji gwiazd i opisał to w pracy Stellar Evolution (1950).

## Wyróżnienia i upamiętnienie
- Złoty Medal Królewskiego Towarzystwa Astronomicznego (1944)
- Medal Bruce (1948)
- Medal Henry’ego Drapera (1949)
- Prix Jules-Janssen (1954)
- Henry Norris Russell Lectureship (1957)
- Jego imieniem nazwano planetoidę (2227) Otto Struve[3]. Krater Struve na Księżycu upamiętnia trzech astronomów z rodziny Struve[4].